# Tomáš Sivok
Tomáš Sivok (Pelhřimov, República Txeca, 15 de setembre de 1983), és un futbolista txec que actualment milita en el Bursaspor de la Superliga de Turquia.

## Personal
Sivok es va casar amb Michaela Šachlová el 9 de març de 2009 a İstanbul. El seu primer fill es diu Andre Tomas.

## Internacional
Ha estat internacional amb la Selecció de futbol de la República Txeca, ha jugat 4 partits internacionals.

## Clubs
| Club                       | País            | Any       |
| -------------------------- | --------------- | --------- |
| SK Dynamo České Budějovice | República Txeca | 2000-2002 |
| Sparta de Praga            | República Txeca | 2002-2003 |
| SK Dynamo České Budějovice | República Txeca | 2003      |
| Sparta Praga               | República Txeca | 2004-2006 |
| Udinese Calcio             | Itàlia          | 2007      |
| Sparta Praga               | República Txeca | 2008      |
| Besiktas JK                | Turquia         | 2008-2015 |
| Bursaspor                  | Turquia         | 2015-     |